# Stationnarité d'une série temporelle
Une des grandes questions dans l'étude de séries temporelles (ou chronologiques) est de savoir si celles-ci suivent un processus stationnaire. On entend par là le fait que la structure du processus sous-jacent supposé évolue ou non avec le temps. Si la structure reste la même, le processus est dit alors stationnaire.

## Définition forte de la stationnarité
Définition — Soit un processus temporel à valeurs réelles et en temps discret {\displaystyle \textstyle Z_{1},Z_{2},...,Z_{t}}. Il est dit stationnaire au sens fort si pour toute fonction f mesurable :
Interprétation
On s'intéresse ici à la loi de probabilité conjointe du processus. La fonction de densité jointe est-elle la même que l'on prenne les t premières variables ou que l'on prenne les t+k suivantes ? Si oui, le processus est alors stationnaire au sens strict.
Autrement dit, si le processus est stationnaire, ses propriétés ne sont pas affectées par un changement de notre « repère temporel » : que l'on regarde au point t ou au point t+k la série aura toujours le même comportement.
Comme la loi de probabilité d'une série de données est très difficile à estimer, une définition moins stricte de la stationnarité a été introduite.

## Définition faible de la stationnarité
Définition — Soit un processus temporel à valeurs réelles et en temps discret {\displaystyle \textstyle Z_{1},Z_{2},...,Z_{t}}. Il est dit stationnaire au sens faible (ou « de second ordre », ou « en covariance ») si
{\displaystyle {\begin{array}{ll}\bullet ~E[Z_{i}]=\mu &\forall i\in \{1,\ldots ,t\}\\\bullet ~Var(Z_{i})=\sigma ^{2}<\infty &\forall i\in \{1,\ldots ,t\}\\\bullet ~Cov(Z_{i},Z_{i-k})=f(k)=\rho _{k}&\forall i\in \{1,\ldots ,t\},\forall k\in \{1,\ldots ,i-1\}\end{array}}}
Interprétation
- La première condition dispose que l'espérance est constante au cours du temps, il n'y a donc pas de tendance.
- La seconde condition dispose que la variance est constante au cours du temps et non infinie.
- Troisième condition : L'auto-corrélation (ou auto-covariance, la distinction étant peu importante ici) {\displaystyle \textstyle \rho _{t,t-k}} entre la variable {\displaystyle \textstyle Z_{t}} et la variable {\displaystyle \textstyle Z_{t-k}} dépend-elle seulement de l'ampleur d'un décalage de k (on a : {\displaystyle \textstyle \rho _{t,t-k}\scriptstyle =f(k)}), ou alors la position dans le temps t joue-t-elle aussi un rôle (alors {\displaystyle \textstyle \rho _{t,t-k}\scriptstyle =f(t,k)}) ? Si la position dans le temps ne joue pas de rôle alors la troisième condition est remplie. On remarquera que celle-ci inclut la deuxième si l'on prend k=0 car alors l'auto-covariance correspond à la variance.

La stationnarité faible est dit stationnarité du second ordre, car sa définition se base exclusivement sur les deux premiers moments de la variable aléatoire de {\displaystyle \textstyle Z_{t}}.

## Importance de la notion
La notion de stationnarité est importante dans la modélisation de séries temporelles, le problème de régression fallacieuse montrant qu'une régression linéaire avec des variables non-stationnaires n'est pas valide. Plus précisément, la loi des paramètres de la régression ne suit plus une loi de Student mais un mouvement brownien. Dans le cas où les variables ne sont pas stationnaires, un concept très proche, celui de coïntégration, permet de déterminer le type de modèle à utiliser.
La stationnarité joue également un rôle important dans la prédiction de séries temporelles, l'intervalle de prédiction étant différent selon que la série est stationnaire ou non.

## Types de non-stationnarité
Lorsqu'une ou plus des conditions de stationnarité n'est pas remplie, la série est dite non-stationnaire. Ce terme recouvre cependant de nombreux types de non-stationnarité, dont deux sont ici exposés.

### Stationnarité en tendance
Définition — Une série est stationnaire en tendance si la série obtenue en « enlevant » la tendance temporelle de la série originale est stationnaire.
La tendance temporelle (ou trend en anglais) d'une série chronologique est sa composante liée au temps.
Exemple : Soit le processus suivant : {\displaystyle X_{t}=1,2t+\epsilon _{t}\qquad } avec {\displaystyle \epsilon _{t}} un bruit blanc.
Ce processus est non-stationnaire car son espérance augmente avec le temps (condition 1 violée). Mais la série {\displaystyle Y_{t}} obtenue en soustrayant l'effet de la tendance temporelle, {\displaystyle Y_{t}=X_{t}-1,2t} est stationnaire :
{\displaystyle Y_{t}=1,2t+\epsilon _{t}-1,2t=\epsilon _{t}\qquad } qui est équivalent à un bruit blanc, stationnaire par définition.

### Stationnarité en différence
Définition — Une série est stationnaire en différence si la série obtenue en différenciant les valeurs de la série originale est stationnaire.
L'opérateur de différence est noté : {\displaystyle \Delta X_{t}=X_{t}-X_{t-1}}

#### Ordre d'intégration d'une série temporelle
Définition — Une série temporelle est dite intégrée d'ordre d, que l'on note I(d), si la série obtenue après d différenciations est stationnaire.
Exemple : Soit la marche aléatoire pure : {\displaystyle X_{t}=X_{t-1}+\epsilon _{t}\qquad } avec {\displaystyle \epsilon _{t}} un bruit blanc.
On peut montrer qu'une marche aléatoire est stationnaire en différence. On voit ici qu'elle est intégrée d'ordre 1, la série des différences est en effet stationnaire :
{\displaystyle \Delta X_{t}=X_{t}-X_{t-1}=X_{t-1}+\epsilon _{t}-X_{t-1}=\epsilon _{t}\qquad } équivalent à un bruit blanc, stationnaire par définition.

## Tests de stationnarité
Si la fonction de densité n'est pas connue, ce qui est souvent le cas, il est utile de pouvoir déterminer par un test si la série est stationnaire ou non. Il en existe deux types, avec la stationnarité comme hypothèse nulle ou hypothèse alternative :

### Tests de stationnarité
L'hypothèse nulle est la stationnarité.
- Test KPSS[1]

- Test de Leybourne et McCabe[2]

### Tests de racine unitaire
L'hypothèse nulle est la non-stationnarité.
- Test de Dickey Fuller (en)[3]

- Test augmenté de Dickey Fuller (en) (ADF)[4]

- Test de Phillips-Perron[5](PP)

- Test DF-GLS (ou ERS)[6]